# Nordiques (revue)
Pour les articles homonymes, voir Nordique.
Nordiques est une revue scientifique semestrielle en langue française consacrée à l’étude des pays nordiques : Danemark, Finlande, Islande, Norvège et Suède.

## Historique
Nordiques a été fondée en 2003 par Nathalie Blanc-Noël et Marc Auchet, avec le soutien de l'Institut Choiseul dirigé par Pascal Lorot.
La revue est éditée conjointement depuis l'automne 2012 par la Bibliothèque de Caen et l'Association Norden.

## Organigramme
Éric Eydoux, président de l'Association Norden et Samuel Loviton, directeur par interim de la Bibliothèque de Caen, dirigent la revue. Les rédacteurs en chef sont Yohann Aucante, Harri Veivo et Katerina Kesa.

## Parutions
- Nordiques no 16 - Les systèmes éducatifs nordiques : un bilan nuancé - Printemps-été 2008
- Nordiques no 17 - Les périphéries du Norden - Automne 2008
- Nordiques no 18 - Quel avenir pour le Groenland ? - Hiver 2008-2009
- Nordiques no 19 - Défense et sécurité en Europe du Nord - Printemps-Été 2009
- Nordiques no 20 - L'Islande en crise - Automne 2009
- Nordiques no 21 - Filles intrépides garçons tendres - Hiver 2009-2010
- Nordiques no 22 - Le multiculturalisme en Suède - Printemps-été 2010
- Nordiques no 23 - Le modèle nordique dans la crise - Automne 2010.
- Nordiques no 24 - Les langues nordiques à l'ère de la mondialisation - Automne 2012
- Nordiques no 25 - Réceptions et rejets des modèles nordiques / Björn Larsson : le plus français des écrivains suédois - Printemps 2013
- Nordiques no 26 - Égalité et parité en Suède : des rêves évanouis ? - Automne 2013
- Nordiques no 27 - Grandes figures politiques nordiques - Printemps 2014
- Nordiques no 28 - Culture, genre, sexualité : Nouveaux regards sur la citoyenneté - Automne 2014
- Nordiques no 29 - Les Vikings : quel héritage ? - Printemps 2015
- Nordiques no 30 - Un autre Nord : paysages, territoires et écologie du pays same - Automne 2015
- Nordiques no 31 - Norvège : Regards sur la plus vieille Constitution d'Europe - Printemps 2016
- Nordiques no 32 - Islande : sortie de crise ? - Automne 2016
- Nordiques no 33 - La transition des villes nordiques : quelles innovations territoriales en périphérie ? -
 Printemps 2017
- Nordiques no 34 - La mer Baltique comme zone-frontière : perspectives environnementales, géopolitiques, culturelles - Automne 2017
- Nordiques no 35 - Tove Jansson : Par delà les genres. 
Pratiques linguistiques dans le Norden du XXIe siècle : Quels enjeux sociaux ? - Printemps 2018
- Nordiques no 36 - Réformer l'éducation en Europe du Nord - Automne 2018
- Nordiques no 37 - Mythes et réalités de l'Arctique - Printemps 2019
- Nordiques no 38 - Le petit héros scandinave - Automne 2019
- Nordiques no 39 - Varia - Automne 2020
- Nordiques no 40 - Territoires de la migration dans les pays nordiques et baltes - Printemps 2021
- Nordiques no 41 - Le bonheur nordique - Automne 2021
- Nordiques no 42 - Écritures autobiographiques dans les littératures des pays nordiques, 1960-2020 - Printemps 2022
- Nordiques no 43 - Les sociétés nordiques et baltiques à l'épreuve de la pandémie de Covid-19 - Automne 2022